# François Kalfon
Pour les articles homonymes, voir Kalfon.
François Kalfon, né le 11 juin 1968 à Sarcelles (Val-d'Oise), est un homme politique français.
Membre du Parti socialiste, il est conseiller régional d'Île-de-France de 2004 à 2021 et député européen depuis 2024.

## Biographie

### Carrière professionnelle
De 2002 à 2007, il est chef de la mission communication au ministère de l'Emploi, du Travail et de la Cohésion sociale et occupe par la suite, le poste de directeur-conseil chez Euro RSCG C&O et la présidence de La Fabrique.
En 2008, il entre au groupe Altedia, cabinet de conseil en ressources humaines, où il devient directeur de la communication et des relations publiques en 2010. Il fonde, puis dirige à partir de 2014 Adela Conseils, jusqu'à son élection au Parlement européen en juin 2024.

### Vie privée
Il était en couple avec Anne Hommel.

## Parcours politique

### Mandats locaux en Île-de-France (2002-2021)
François Kalfon se présente pour la première fois à une élection en tant que suppléant de la candidate socialiste Danièle Hoffman-Rispal lors des élections législatives de 2002, qui est élue députée de la sixième circonscription de Paris.
Il devient par la suite conseiller régional d'Île-de-France de 2004 à 2021. Au cours de ce mandat, il est nommé en février 2015 conseiller régional délégué à l'emploi chargé du Grand Paris auprès de Jean-Paul Huchon. Dans le cadre du projet du Grand Paris Express, il déclare notamment souhaiter que les emplois nouvellement créés soient attribués en priorité « aux jeunes des zones urbaines sensibles ». En juin 2015, il est nommé responsable de la presse au sein de l'équipe de campagne de Claude Bartolone, qui mène la liste socialiste pour les élections régionales en Île-de-France.
Il est également élu à Noisiel en 2008 et est nommé adjoint au maire. Il démissionne de son poste en novembre 2013 pour préparer sa candidature à la mairie de Melun pour les élections municipales de 2014 après avoir été accusé d'être inactif depuis plusieurs mois par l'opposition de droite,. Il est finalement défait au second tour face au maire sortant Gérard Millet et siège dans l'opposition municipale.
Au sein du Parti socialiste, il soutient la candidature de Dominique Strauss-Kahn en amont des primaires ouvertes de 2011 avant de rallier Martine Aubry. En 2013, il est cofondateur avec Laurent Baumel et Philippe Doucet de la sensibilité La Gauche populaire au sein du Parti socialiste puis est nommé secrétaire national du Parti socialiste au travail, à l'emploi, à la formation professionnelle, et au dialogue social en 2014 après avoir été responsable des élections et des études d'opinion.
Il est au cours du mandat de François Hollande proche des frondeurs et soutient Christian Paul lors du congrès de Poitiers. Il dirige la campagne d'Arnaud Montebourg pour la primaire socialiste de 2017 puis intègre la direction collégiale provisoire du Parti socialiste à la suite de la démission de Jean-Christophe Cambadélis. Il soutient Luc Carvounas lors du congrès d'Aubervilliers.

### Période sans mandat (2021-2024)
Il ne se représente pas pour tenter une fois de plus de remporter Melun lors des élections municipales de 2020. Il perd son siège régional après les élections régionales de 2021, inaugurant une période de trois ans sans avoir de mandat. Hostile de la Nouvelle union populaire écologique et sociale avec La France insoumise, il rejoint l'aile droite du parti lors du congrès de Marseille en signant le texte d'orientation mené par Hélène Geoffroy. Il siège par la suite au bureau national au titre de ce même courant.

### Député européen (depuis 2024)
François Kalfon figure sur la liste d'alliance entre le Parti socialiste et Place publique menée par Raphaël Glucksmann lors des élections européennes de 2024. Il fait notamment campagne en attaquant le programme du Rassemblement national. Occupant la dernière place attribuée à la liste socialiste, il est élu à l'issue du scrutin et retrouve un mandat électif.
Il s'inscrit au groupe de l'Alliance progressiste des socialistes et démocrates et siège comme titulaire au sein de la commission des transports et du tourisme et comme suppléant au sein de la commission du marché intérieur et de la protection des consommateurs.

## Présence médiatique
Chroniqueur régulier de l’Huffington post France et du blog LePlus de l'Obs, il débat chaque semaine sur la chaine d’information continue I-Télé dans l’émission « Galzi jusqu'à minuit : le duel » face à Geoffroy Didier (auparavant Guillaume Peltier) et dans l'émission Le Grand débat du soir animée le lundi par Patrick Poivre d'Arvor. Il est également chroniqueur dans Le zoom info puis Le club de la presse, rendez-vous débat de la matinale d'Europe 1 orchestrée par Dimitri Pavlenko.

## Polémiques

### Agression physique d'un opposant politique
Le 14 avril 2015, alors qu'il est élu d'opposition à Melun, François Kalfon gifle Pierre Tebaldini lors du salon des maires d'Île-de-France. La cause est la rivalité entre les deux hommes, qui étaient autrefois respectivement adjoint au maire et élu d'opposition UDI au conseil municipal de Noisiel,,. L'altercation entre les deux élus se poursuit sur les réseaux sociaux, François Kalfon répondant être disponible pour « une joute au champ d'honneur » après que Pierre Tebaldi ait annoncé ne pas vouloir « lui faire l'honneur de porter plainte » contre lui. L'élu socialiste supprime par le suite son post, capturé néanmoins par son interlocuteur qui interpelle la région Île-de-France alors dirigée par les socialistes de Jean-Paul Huchon.

## Ouvrages
- Qu’avons-nous fait de leurs 20 ans ? La génération Y désenchantée (Michalon 2012)
- Contribution dans Plaidoyer pour une gauche populaire (Le Bord de l’eau 2011)
- L'Équation gagnante  (avec Laurent Baumel - Le Bord de l’eau 2011)